# Audi A4 DTM
Audi A4 DTM — гоночный автомобиль немецкого автопроизводителя Audi, который был предназначен исключительно для использования в DTM. A4 DTM производился на шести этапах разработки с 2004 по 2009 год, которые носят внутрипроизводственные названия R11, R12, R12 plus, R13, R14 и R14 plus. A4 DTM заменил Abt-Audi TT-R, который использовался в серии с 2000 по 2003 год. С 2004 по 2011 год A4 DTM соревновался с Mercedes-AMG C-Class DTM, а в первые два сезона (2004 и 2005) — с Opel Vectra GTS V8.

## Возвращение в качестве заводской команды
После того, как команда Abt использовала Abt-Audi TT-R частной разработки в 2000—2003 годах и выиграла титул в сезоне DTM 2002 года с Лораном Айелло, Audi снова вошла в DTM в качестве заводской команды в 2004 году. Успешный дебют в серии завершился получением всех титулов (пилот, команда, производитель) чемпионата.

## Модификации разработки
R11: 2004
R12: 2005
R12 plus: 2006
R13: 2007
R14: 2008
R14 plus: 2009

## Техника
Как и все гоночные автомобили DTM, форма кузова A4 DTM напоминает серийный автомобиль, в данном случае Audi A4. Прототип имеет монококовое шасси из углепластика со встроенным топливным баком ёмкостью 70 литров. Поскольку дозаправка во время гонки тогда ещё была обязательной, 120-литровый бак, как в 2012 году, не устанавливался. A4 DTM оснащён двигателем V8 без наддува объёмом 4 литра, который с ограничителем расхода воздуха развивает мощность около 340 кВт (≈ 460 л.с.) и имеет максимальный крутящий момент более 500 Нм. Мощность передается через многодисковое сцепление с тремя усиленными углеродным волокном дисками на секвентальную шестиступенчатую спортивную коробку передач, которая сочетается с регулируемым многодисковым самоблокирующимся дифференциалом на задней оси в одном корпусе. Все колёса индивидуально подвешены на двойных поперечных рычагах, внутренние пружинно-амортизирующие узлы приводятся в действие толкателями и коромыслами.

## Шины
Шины были поставлены компанией Dunlop, тогдашним поставщиком стандартного оборудования DTM, и имели размеры спереди: 265/660-R18, сзади: 280/660-R18.

## Чемпионские титулы
2004: Маттиас Экстрём
2007: Маттиас Экстрём
2008: Тимо Шайдер
2009: Тимо Шайдер
2011: Мартин Томчик

## Преемник
Преемник Audi A5 DTM был представлен в сезоне DTM 2012 года. Он соревновался с новыми BMW M3 DTM и Mercedes-AMG C-Coupé DTM.